# Tore Wideryd
Tore Oscar Sigvard Wideryd fram till 1947 Jonson, född 22 november 1908 i Kungsholms församling i Stockholm, död 6 augusti 1992 i Essinge församling, var en svensk målare, tecknare och grafiker.
Han var son till bryggeriarbetaren Lars Fredrik Jonson och Hildur Aurora Holmberg och från 1934 gift med Karin Ingeborg Linnéa Ahlberg. Wideryd arbetade 1924–1947 som tecknare och djuptrycksretuschör och fick sin utbildning till tecknare och retuschör på sin arbetsplats samt genom självstudier. 1947 fick han ett stipendium som första pris vid en teckningstävling anordnad av Stockholms stadsmuseum och Stockholms-Tidningen. Tillsammans med Henry Axelsson och Sune Tjellander ställde han ut på Ateljé Signe Borg i Stockholm 1944 och tillsammans med Stig Åkervall på Färg och Form 1951. Han medverkade i samlingsutställningar arrangerade av Sveriges allmänna konstförening, Svenska konstnärernas förening och Liljevalchs Stockholmssalonger. Dessutom ställde han ut separat i ett flertal svenska städer. Bland hans offentliga arbeten märks en mosaikvägg i Finspångs samskola, väggdekorationer i Riksbyggens hus i Bredäng samt det dekorativa arbetet Spansk vardag på Runöskolan utanför Stockholm. Hans konst består av landskap och stadsvyer från Söders höjder i Stockholm, figurer och kompositioner med lyriska drag. Wideryd är representerad vid Moderna Museet, Stockholms stadsmuseum, Eskilstuna konstmuseum och Solna kommunalhus.